# Porzecze Nowe (obwód witebski)
Porzecze Nowe – dawny majątek. Tereny, na których leżał, znajdują się obecnie na Białorusi, w obwodzie witebskim, w rejonie głębockim, w sielsowiecie Plisa.

## Historia
W czasach zaborów w powiecie dzisieńskim, w guberni wileńskiej Imperium Rosyjskiego.
W latach 1921–1945 majątek leżał w Polsce, w województwie wileńskim, w powiecie dziśnieńskim, w gminie Łużki.
Powszechny Spis Ludności z 1921 roku nie podał danych dotyczących miejscowości. W 1931 w 2 domach zamieszkiwały 23 osoby.
Wierni należeli do parafii rzymskokatolickiej w Zadorożu i prawosławnej w Porzeczu Cerkiewnym. Miejscowość podlegała pod Sąd Grodzki w Łużkach i Okręgowy w Wilnie; właściwy urząd pocztowy mieścił się w Łużkach.